# Saint-Gervais-des-Sablons
Saint-Gervais-des-Sablons là một xã trong tỉnh Orne, vùng Normandie tây bắc nước Pháp. Xã Saint-Gervais-des-Sablons nằm ở khu vực có độ cao trung bình 224 mét trên mực nước biển.